# Danimbold de Gaète
Danimbold de Gaète (latin : Danimboldus; italien : Dannibaldo) (actif au XIe siècle) est brièvement duc de Gaète en 1066-1067.

## Contexte
Danimbold d'origine inconnu est nommé duc de Gaète par  Richard Ier et Jourdain Ier d'Aversa, co-princes de Capoue. Il remplace le Lombard Lando et il a comme successeur l'Italo-Normand Godefroi Ridelle après un bref règne durant lequel il souscrit cependant trois chartes annexées au Codex Caietanus .

## Source
- (en) Patricia Skinner Family Power in Southern Italy: The Duchy of Gaeta and its Neighbours, 850-1139. Cambridge University Press: 1995.